# Gerundeter halboffener Vorderzungenvokal
Lautliche und orthographische Realisierung des gerundeten halboffenen Vorderzungenvokals in verschiedenen Sprachen:
- Deutsch:
  - [⁠œ⁠]: „kurzes“ ö
    - Beispiel: röcheln [ˈʁœçəln]
- Französisch:
  - [⁠œ⁠]: eu, œu oft
    - Beispiele: beurre [bœʀ], cœur [kœʀ]

  - [œ̃]: un, um
    - Beispiele: brun [bʀœ̃], parfum [paʀfœ̃]